# Nationalisme chilien

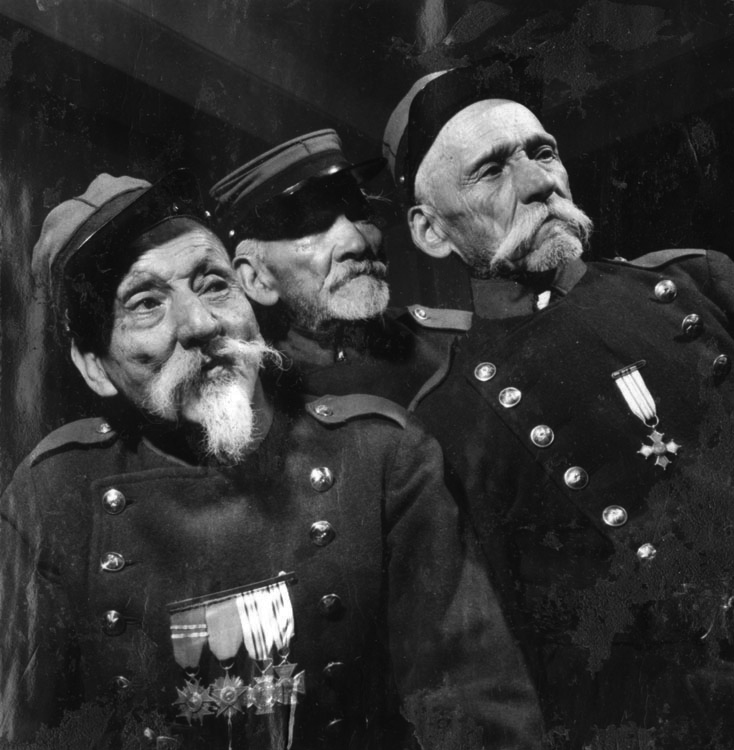
Vétérans de la guerre du Pacifique de 1879 à 1884 en 1943. Pour le sociologue Hernán Larraín, cet épisode renforce l'idée d'une identité raciale chilienne fondée sur des qualités guerrières.

Le nationalisme chilien est un courant de pensée politique dont l'origine se situe entre les années 1904 et 1914 avec la montée des essayistes centenaires, la naissance du Parti nationaliste et la réactivation du discours politique autoritaire du ministre Diego Portales,.

## Carrière intellectuelle et idées principales
Les idées nationalistes chiliennes sont nées dans le contexte de la profonde crise politique et économique chilienne du début du XXe siècle , lorsqu'un groupe d'intellectuels a tenté de trouver une issue au processus en faisant principalement appel à des politiques qui tournaient autour du développementisme industriel, du politique d'autoritarisme, identité raciale-nationale, protectionnisme économique et forte critique du libéralisme politique et économique.
Parmi les intellectuels qui ont contribué à densifier l'idéologie nationaliste, l'avocat et universitaire Alberto Edwards figure avec La fronda aristocratica in Chile, un livre qui critiquait la gentrification de l'aristocratie chilienne en raison de son manque de lien avec la réalité, de son incapacité à réagir aux la crise et son attitude économiste. Edwards critique sévèrement le libéralisme dans ce livre, l'accusant de déraciner la nation de ses traditions et de ses valeurs primordiales. Cet ouvrage a été fortement influencé par Le Déclin de l'Occident du philosophe allemand Oswald Spengler, qu'il a cité et étudié de près, Les chercheurs Renato Cristi et Carlos Ruiz définissent Edwards comme un penseur «conservateur-révolutionnaire». De son côté, l'universitaire Carlos Keller, élève direct de Spengler et membre du Parti naciste, a publié en 1931 la crise chilienne éternelle, un livre d'économie politique et d'analyse sociologique qui clôturait ce que Mario Góngora appelait « la réponse nationaliste à la crise ».
Entre les années 1940 et 1960, le nationalisme chilien s’est nourri de nombreuses conceptions phalangistes et corporatistes. Inspirée par les premières années du franquisme, il y eut une production intellectuelle variée de nature hispanique. Le célèbre professeur de droit Jaime Eyzaguirre a publié la revue Estudios (1938-1954), d'idéologie corporatiste, nationaliste et fervent catholique. Parmi les collaborateurs de ce média, se distinguent le jeune Mario Góngora et le professeur de droit Julio Philippi Izquierdo. De son côté, le théologien et philosophe thomiste Osvaldo Lira publia à cette époque ses œuvres les plus importantes: Nostalgie de Vázquez de Mella (1942), La vida en(1948), Hispanidad y mestizaje et autres essais (1952). L'avocat nationaliste Jorge Prat a fondé la revue Estanquero en 1948, avec de fortes racines hispaniques et corporatistes.
À l'heure actuelle, les universitaires Daniel Chernilo, Axel Kaiser , Benjamín Ugalde et Felipe Schwember situent le philosophe existentialiste Hugo Eduardo Herrera (né en 1974) au sein du nationalisme chilien.

## Trajectoire politique
Concernant le nom du Parti (ou de l’Union) et sa date de création, il n’y a pas une grande clarté. Dans certaines sources, on nomme une Union nationaliste, créée en 1913, qui correspondrait au Parti nationaliste, nom sous lequel il est plus connu. D'autres sources citent l'année de fondation comme 1914 ou 1915.
Ses principaux membres étaient Alberto Edwards Vives , Francisco Antonio Encina , Luis Galdames, Tancredo Pinochet et Guillermo Subercaseaux. Subercaseaux a écrit la brochure Les idéaux nationalistes face au doctrinarisme de nos partis politiques historiques (1918) qui résume les idées centrales du parti. Beaucoup d’entre eux avaient déjà formulé des critiques et des plans d’action, comme Encina in Nuestra Inferioridad Económica et Economic Education and the Lyceum (tous deux de 1912).
La proposition pragmatique était la création d'un État fort inspiré de l'État portailien , à travers un gouvernement qui promouvait une plus grande intervention de l'État dans l'activité économique nationale, c'est-à-dire un abandon du laissez-faire de l'époque, protection de l'industrie nationale, nationalisation des ressources naturelles et du secteur bancaire, la séparation de l'Église et de l'État des réformes sociales pour améliorer les conditions de vie des Chiliens des couches moyennes et inférieures, et le changement d’orientation de l’éducation vers l’enseignement technique et une plus grande importance accordée aux valeurs nationales.
Même si le parti n'a pas réussi à l'époque en termes de changement des programmes des partis traditionnels ou d'influence électorale significative - à l'exception de l'élection de Subercaseaux comme député en 1915-1918 - il a marqué l'émergence d'une critique nationaliste du système chilien. société de cette époque. Ses idées ont eu une influence sur la jeunesse militaire qui a dirigé les mouvements révolutionnaires de 1924 et 1925 , ainsi que pendant le gouvernement Ibáñez (1927-1931).

## Auteurs nationalistes

### Génération centenaire (années 1910 et 1930)
- Nicolás Palacios
- Francisco Antonio Encina
- Carlos Keller
- Alberto Edwards
- Luis Galdames Galdames
- Tancredo Pinochet
- Alejandro Venegas

### Génération hispaniste (années 1940 et 1960)
- Gonzalo Vial
- Osvaldo Lira
- Jaime Eyzaguirre
- Jorge Prat

### Le nationalisme «à la recherche des forces armées» (1969-1974)
- Sergio Miranda Carrington
- Erwin Robertson
- Juan Antonio Widow
- Pablo Rodríguez Grez

### Les partisans de Pinochet
- Mario Arnello
- Carlos Cruz-Coke
- Arturo Fontaine Aldunate
- Héctor Herrera Cajas
- Patricia Arancibia Clavel
- Gisela Silva Encina
- Juan Antonio Widow
- Pablo Rodríguez Grez
- Sergio Miranda Carrington
- Osvaldo Lira

### Les opposants à Pinochet
- Mario Góngora
- Miguel Serrano
- Pedro Godoy Perrín
- Erwin Robertson
- Gonzalo Vial

### Nationaux-populaire (2000-présent)
- Hugo Eduardo Herrera
- Carlos Videla[7]